# Walhalla (Dakota del Nord)
Walhalla és una població dels Estats Units a l'estat de Dakota del Nord. Segons el cens del 2000 tenia 1.057 habitants.

## Demografia
Segons el cens del 2000, Walhalla tenia 1.057 habitants, 452 habitatges, i 271 famílies. La densitat de població era de 388,7 hab./km².
Dels 452 habitatges en un 25,7% hi vivien nens de menys de 18 anys, en un 49,8% hi vivien parelles casades, en un 5,8% dones solteres, i en un 40% no eren unitats familiars. En el 36,1% dels habitatges hi vivien persones soles el 21,9% de les quals corresponia a persones de 65 anys o més que vivien soles. El nombre mitjà de persones vivint en cada habitatge era de 2,23 i el nombre mitjà de persones que vivien en cada família era de 2,9.
Per edats la població es repartia de la següent manera: un 22,4% tenia menys de 18 anys, un 7,2% entre 18 i 24, un 21,9% entre 25 i 44, un 24,9% de 45 a 60 i un 23,7% 65 anys o més.
L'edat mediana era de 44 anys. Per cada 100 dones de 18 o més anys hi havia 88,5 homes.
La renda mediana per habitatge era de 31.875 $ i la renda mediana per família de 39.375 $. Els homes tenien una renda mediana de 28.095 $ mentre que les dones 20.000 $. La renda per capita de la població era de 16.894 $. Entorn del 9,7% de les famílies i el 12,5% de la població estaven per davall del llindar de pobresa.

## Poblacions més properes
El següent diagrama mostra les poblacions més properes.